# 優遊吧斯
優遊吧斯（YUYUPAS）是位於台灣嘉义县阿里山山区海拔约1200米的一個旅游景点，以阿里山鄒族原住民的鄒語定名。該旅遊景點由祖籍為河南、外省人第二代的鄭虞坪所創辦。園區內的員工主要來自阿里山的鄒族部落，而該園區同时也培育原住民歌手和團體。